# Théméricourt
Théméricourt é uma comuna francesa na região administrativa da Ilha de França, no departamento do Vale do Oise. Estende-se por uma área de 7.58 km². Em 2010 a comuna tinha 305 habitantes (densidade: 40,2 hab./km²).